# 岡崎久彦
岡崎 久彦（おかざき ひさひこ、1930年〈昭和5年〉4月8日 - 2014年〈平成26年〉10月26日）は、日本の外交官、評論家。位階は従三位。サウジアラビアとタイ王国で特命全権大使を歴任し、また外務省で情報調査局長を務めた。祖父の岡崎邦輔は、陸奥宗光の従弟にあたる。

## 人物
関東州・大連生まれ。白金小学校、旧制府立高等学校を経て、東京大学法学部入学。東大法学部在学中に外交官試験合格。大学を中退し、外務省に入省。八木秀次によれば、岡崎は卒業証書は小学校のものしか持っておらず、その後は大学まですべて「飛び級」だったという。岡崎邦輔は祖父。
外務省ではケンブリッジ大学での英語研修を皮切りに、在外で在フィリピン大使館、在フランス大使館、在米国大使館、在韓国大使館に駐在し、本省では国際連合局に勤務する。課長就任後は、調査企画部の分析課長、調査課長、調査室長、さらに調査企画部長、情報調査局長と、情報部門の幹部を歴任する。駐タイ大使を経て1992年に退官。外交評論家として活動する。
外務省在職中から執筆活動を行い、外務省の論客として知られた。1977年、長坂覚のペンネームで著した『隣の国で考えたこと』で日本エッセイストクラブ賞受賞。 1981年、『国家と情報』でサントリー学芸賞を受賞。1995年、第11回正論大賞受賞。“アングロサクソンとの協調こそが日本の国益とアジアの平和につながる”と一貫して主張。また、自ら本を出すなど気功に傾倒していた。また、祖父が陸奥宗光の従弟にあたる政党政治家ということから「陸奥宗光」などでは戦前デモクラシーに関しても多く取り上げている。
イラク戦争では、開戦前の2003年2月19日に採択した日本国際フォーラムの「イラク問題について米国の立場と行動を支持する声明」に名を連ねていた。3月19日の開戦後、米国をいち早く支持した小泉首相を絶賛し、「日本が唯一指針とすべき事は、評論家的な善悪是非の論ではなく、日本の国家と国民の安全と繁栄である。」と主張した。また、著書の中で「極東軍事裁判以来、歴史を論じる時には歴史的事件の当事者の善悪、責任を論じるのが習慣のようになっているが、そんなことばかりしていると是非の論争にこだわって歴史の真実を見失ってしまう恐れがある。歴史は流れであり、その流れの中で戦争も平和も起こる」と述べている。
安保騒動後に全日本学生自治会総連合（全学連）で反対運動をしていた人間と話した際「お前たちのような教育のある人間がどうしてああいうことをするんだ。大学に行っているインテリがどうして安保反対など言うんだ」と聞いて「あの時の雰囲気がわからない人に話してもわかりませんよ」と返され「雰囲気とは何だ。お前インテリだろう。雰囲気だけで動くのか」と問い詰めたことがあるという。
新しい歴史教科書をつくる会賛同者（のち日本教育再生機構顧問）、日本李登輝友の会副会長、歴史事実委員会会員を務める等の政治運動でも知られた。
「何十年の経験を誇るプロでも、一年間情勢の変化から目をそらしていると、その一年情勢をフォローしてきた駆け出しの現場の人間より判断が劣ることがある。」とする一方で、米英などのイラク戦争を支持した東大教授の田中明彦、北岡伸一の発言を受けて、「昔は重大な国際的国内的政治問題が起こると、新聞は社会面に東大の政治学の教授の意見を掲載し、国民は「ああ、そういうことなのか」と啓発されたものである。その後、東大法学部は長い間左傾して権威を失墜して、誰もその発言を顧みなくなっていたが、そういう時代も終わっている。本来なら、この二教授の発言でこの論争は決着している」とも述べている。
2012年秋の叙勲で瑞宝重光章受章。同年9月に行われた自由民主党総裁選挙の際は、「安倍晋三総理大臣を求める民間人有志の会」発起人に名を連ねた。
核拡散防止条約調印後の1969年2月に、外務省の課長級（当時分析課長だった本人、国際資料室の鈴木孝、調査課長村田良平）が西ドイツ外務省のエゴン・バール政策企画部長、ペア･フィッシャー参事官、クラウス･ブレヒ参事官を箱根の旅館に招いて、核保有の可能性を探る非公式会合に参加。
2014年10月26日、東京都内の病院で死去。84歳没。死因は非公表。夫人によると敗血症から来る肺機能の低下が致命的だったという。叙従三位。岡崎が多く寄稿した産経新聞ではその訃報を10月28日付朝刊の一面に掲載し、五面掲載の評伝では文化部編集委員・桑原聡が「エレガントなサムライ」「教えを請いたくなるようなオーラがあった」と評した。墓所は和歌山市護念寺。

## 略歴
岡崎久彦の遺著『国際情勢判断・半世紀』巻末に略年譜が収録されている。

### 学歴
- 1930年 関東州・大連生まれ
- 1949年 府立高等学校卒業、東京大学法学部入学
- 1953年 ケンブリッジ大学経済学部入学
- 1954年 同卒業
- 1956年 同大学院経済学研究科修士課程修了

### 職歴
- 1952年 外交官試験に合格して外務省入省（欧米局第三課）
- 1953年 英語研修（ケンブリッジ大学）
- 1956年 国際協力局第一課
- 1958年 国際連合局政治課
- 1960年 在フィリピン大使館三等書記官
- 1962年 在フランス日本国大使館二等書記官
- 1965年 国際連合局政治課
- 1966年 大臣官房国際資料部資料課長
- 1967年 同分析課長
- 1969年 同調査課長
- 1971年 在米国大使館参事官
- 1973年 在大韓民国日本国大使館参事官
- 1976年 中近東アフリカ局外務参事官
- 1978年 防衛庁参事官（国際関係担当）
- 1981年 在アメリカ合衆国日本国大使館公使（ハーバード大学研究員）
- 1982年 調査企画部長
- 1984年 情報調査局長（初代）、駐サウジアラビア日本国特命全権大使（10月-）
- 1988年 駐タイ日本国特命大使
- 1992年 外務省退官
- 2002年 岡崎研究所創設
- 2007年 安倍晋三首相の日本の集団的自衛権保持の可能性について考える私的諮問機関「安全保障の法的基盤の再構築に関する懇談会」有識者委員（4月- 会は2008年6月24日の最終報告書提出で解散するが2013年の第二次安倍内閣で再結成、この時も委員に就任[18]）

## 同期
- 村田良平（駐独大使、駐米大使、外務事務次官）
- 大木浩（環境大臣、環境庁長官、自民党参議院議員、ホノルル総領事）
- 松村正義（帝京大学教授、ニューヨーク領事）

## 退官後の主な役職
- 岡崎研究所理事長、所長
- 博報堂特別顧問
- 千代田化工建設特別顧問
- 松下政経塾顧問
- 防衛法学会顧問
- 日本教育再生機構顧問
- 上野学園理事
- 國語問題協議會理事
- 国際経済政策調査会理事
- 日本財団評議員
- 博報児童教育振興会（現・博報堂教育財団）評議員
- 中東調査会評議員
- 日本国際フォーラム評議員
- 日本戦略研究フォーラム副理事長
- 国際生命情報科学会特別顧問
- 平河総合戦略研究所相談役

## 歴史認識

### 靖国神社

#### 遊就館
2006年8月24日の産経新聞朝刊「正論」欄に「遊就館から未熟な反米史観を廃せ」と題した記事を掲載。この記事で、遊就館の展示説明の論理性を求めている。主張の内容は遊就館の展示中にある、「アメリカが不況の脱却のために資源の乏しい日本を経済制裁により戦争に追い込み、これによりアメリカ経済は回復した」という旨の主張が不適切だというものである。また、この発言の影響から靖国神社は反米的な展示物の多数を一掃し、日本兵の手紙などに展示物を置き換えた。アメリカに関する記述以外（日中戦争・韓国・台湾植民地支配等）については記述内容を訂正しなかった（ただし、2012年の著書「二十一世紀をいかに生き抜くか」P162では、「支那事変の原因としてコミンテルンの反日工作しか記述がなかったので日本の北支工作を追加した」「たった四文字の追加ではあったが歴史の正しい認識に寄与したとひそかに自負している」と述べている）。
- 2006年8月25日の産経新聞記事によると、遊就館は同年4月より展示の当該部分の修正を検討し、7月から内容の見直し作業に入ったとしている[20]。この動きについて岡崎は、「早急に良心的な対応をしていただき感動している」とコメントしている[20]。
- アメリカ下院国際関係委員会委員長であるヘンリー・ハイド（英語版）共和党議員も2006年9月14日の同委員会公聴会で遊就館の展示内容を日本を西洋帝国主義からの解放者のように教えるものとして批判している[21]。ラントス筆頭委員は、日本国首相による靖国神社参拝の中止を求めた[22]。同下院委員会（ハイド委員長）は前日の2006年9月13日にも、慰安婦問題対日決議を採択している[23]。

西尾幹二は、委員長発言を「岡崎久彦が「正論」コラムで先走って書いたテーマとぴったり一致している。やっぱりアメリカの悪意ある対日非難に彼が口裏を合わせ、同一歩調をとっていたというのはただの憶測ではなく、ほぼ事実であったことがあらためて確認されたといってよいだろう」と「媚米反日」として批判している。

#### 「富田メモ」
富田メモについて、「本物であるはずがない」「昭和史の基礎的な知識があれば（富田メモに）信憑性があると考えるはずがない」と主張している。死後に出版された回顧録では、1．昭和天皇は「ですます」調の言葉は使わない、2．昭和63年頃の証言だけで、その前の証言が何十年、一切ないのも不自然、3．千代の富士が連勝を続けていた昭和63年の七月場所か九月場所の頃、（相撲が大好きな昭和天皇が）「もう相撲はご覧になっていない」と宮内庁の人間に聞いたことから、あの頃の証言の記録は少し怪しい、ことを根拠として挙げている。

### 慰安婦
- 慰安婦問題に関するアメリカ下院での決議案に異を唱えている。慰安婦は売春婦であったが、性奴隷・性的搾取などは事実でないと考え、歴史事実委員会名義でワシントン・ポストに掲載された反論のための全面広告「THE FACTS」にも賛同者として名を連ねた。
- 2007年5月14日の産経新聞朝刊「正論」欄への寄稿において、「慰安婦制度が女性の尊厳を傷つける人権違反の行為であったことに謝罪するのが正しいというのが昨今の道徳的基準である」と述べた[27]。

### 歴史教科書
西尾幹二が『新しい歴史教科書』に記したアメリカ批判の文章を当人に無断で削り、親米色に替えたことはつとに知られる。『中央公論』『Voice』で岡崎は第二版で完成の域に達したのは自分の削除のおかげだ、というような自画自賛のことばを、海外にまで伝わるように列ねた。
小林よしのりは、岡崎の第二版『新しい歴史教科書』書きかえを厳しく批判し、その中でも、原爆投下が「日本のせい」というアメリカの言い分に近づけた内容に変質していることを指摘している。
西尾幹二は初版と第二版を対照し、岡崎の記述が「不自然なまでにアメリカの立場に立っている」という。

## 語録
- 古来、軍事バランスなくして戦略はあり得ません。相手の方が明らかに強い時、同じ位で戦ってみなければどっちが勝つかわからない時、相手の方が明らかに弱い時、それぞれの場合で戦略戦術が異なってくるのは、子供でもわかる話です[30]。
- 国際情勢判断というものは、客観的な事実の認識であって、そんなに伸び縮みがきくものではない[31]。
- 日本をとりまく国際情勢の力関係を考えれば、ソ連と米国という二つの強大な力を持つ国の間にあって、しかも戦略的に高い重要性を有する日本のような国にとっては、生存と平和を維持するためだけでも、どちらかの力と協力し、他の力を抑止する以外に方法がない[32]。
- アメリカの世論というものは二十世紀の国際政治における与件と考えるべきものです[33]。
- 私の戦略論は、日本が置かれている客観的な状況の中で、いかにして日本民族の安全と繁栄を維持するかということであって、それを考える側の個人的な経験や主観は、これとは全く無関係な話[34]。
- 戦略が良ければ、戦術の失敗は挽回できますが、戦略が悪いと戦術的に成功すればするほど傷が深くなります[35]。
- 全ての戦略の基礎には、良質の情報と正確な情勢判断があります[35]。
- 米国と協力しようとしまいと、それは日本が自然権を行使できる自然体の国家となれば、自分で国益に基づいて判断することです。そして結論は日米同盟の維持となることは十分想定できます。それなのに、自分で自分の手を縛っておきながら、自らを責めず、よその国－日本の重要な同盟国－に恨み言を言い、楯ついてみせて主体性を求めるという惨めなことになっているのが現状です[35]。
- 1980年という年を採って、この段階で、中国、韓国、日本のメディアをみても、現在のような歴史認識問題や過去の謝罪問題など出てきてはいない[36]。
- 日米は一体となって交渉に当たるべきだ。（北朝鮮について）[37]。

## 著書

### 単著
- 『緊張緩和外交』（日本国際問題研究所、1971年）
- 『隣の国で考えたこと』（長坂覚名義、日本経済新聞社、1977年／中公文庫、1983年）
  - 改題新版『なぜ、日本人は韓国人が嫌いなのか』（ワック、2006年）
- 『国家と情報――日本の外交戦略を求めて』（文藝春秋、1980年、新版2000年／文春文庫、1984年）
- 『戦略的思考とは何か』（中央公論社〈中公新書〉、1983年、改版2019年）
- 『情報・戦略論ノート』（PHP研究所、1984年／PHP文庫、1988年）
- 『米・中・ソの戦略構想と日本の羅針盤』（野田経済研究所、1985年）
- 『陸奥宗光 （上・下）』（PHP研究所、1987～1988年／PHP文庫、1990年）
- 『歴史と戦略について――情報・戦略論ノートPart2』（PHP研究所、1990年）
- 『繁栄と衰退と――オランダ史に日本が見える』（文藝春秋、1991年／文春文庫、1999年／土曜社、2016年）
- 『新しいアジアへの大戦略――日本発展のビジョン』（読売新聞社、1993年）
- 『国際情勢の見方』（新潮社、1994年）
- 『悔恨の世紀から希望の世紀へ』（PHP研究所、1994年）
- 『国際情勢判断――歴史の教訓・戦略の哲学』（PHP研究所、1996年）
- 『国家は誰が守るのか』（徳間書店、1997年）
- 『なぜ気功は効くのか』（海竜社、2000年／PHP文庫、2003年）
- シリーズ『外交官とその時代』（PHP研究所、1998～2002年／PHP文庫、2003年）
  - 小村壽太郎 新装版2009年
  - 陸奥宗光 新装版2010年
  - 幣原喜重郎
  - 重光葵・東郷茂徳
  - 吉田茂
- 『岡崎久彦自選集（1）アジアの中の日本』（徳間文庫 教養シリーズ、1998年）
- 『―（2）新「戦略的思考」 アングロ・サクソンとロシアの狭間で』（徳間文庫 教養シリーズ、1998年）
- 『自分の国を愛するということ――21世紀の日本の戦略的進路』（海竜社、1999年）
- 『情勢判断の鉄則――21世紀の世界と日本の選択』（PHP研究所、1999年）
- 『日本外交の分水嶺――日米韓体制が築くアジアの平和』（PHP研究所、2000年）
- 『日本は希望の新世紀を迎えられるか――悔恨の20世紀を越えて』（廣済堂出版、2000年）
- 『アジアにも半世紀の平和を――情報戦略論ノート1999‐2000』（PHP研究所、2001年）
- 『岡崎久彦の情報戦略のすべて』（PHP研究所、2002年）
- 『百年の遺産――日本の近代外交史73話』（産経新聞ニュースサービス、2002年／扶桑社文庫、2005年／改訂版・海竜社、2011年）
- 『日本外交の情報戦略』（PHP新書、2003年）
- 『どこで日本人の歴史観は歪んだのか』（海竜社、2003年）
- 『教養のすすめ――明治の知の巨人に学ぶ』（青春出版社、2005年）
- 『国家戦略からみた靖国問題――日本外交の正念場』（PHP新書、2005年）
- 『この国を守るための外交戦略』（PHP新書、2007年）
- 『台湾問題は日本問題』（海竜社、2008年）
- 『真の保守とは何か』（PHP新書、2010年）
- 『明治の外交力――陸奥宗光の『蹇蹇録』に学ぶ』（海竜社、2011年）
- 『二十一世紀をいかに生き抜くか――近代国際政治の潮流と日本』（PHP研究所、2012年）
- 『国際情勢判断 半世紀』（岡崎研究所編、育鵬社、2015年）- 遺著

### 共著
- （佐藤誠三郎・西村繁樹）『日米同盟と日本の戦略――アメリカを見誤ってはならない』（PHP研究所、1991年）ISBN 978-4569532295
- （藤井昭彦・横田順子）『クーデターの政治学――政治の天才の国タイ』（中央公論社［中公新書］、1993年）ISBN 978-4121011497
- （中嶋嶺雄）『日本にアジア戦略はあるのか――幻想の中国・有事の極東』（PHP研究所、1996年）ISBN 978-4569554181
- （渡部昇一）『賢者は歴史に学ぶ――日本が「尊敬される国」となるために』（クレスト社、1997年／ザ・マサダ、2000年9月）ISBN 978-4877120528／ISBN 978-4883970353
  - 『尊敬される国民 品格ある国家』（ワック、2002年）ISBN 978-4898315101
- （西岡力・渡辺利夫・小島朋之・田久保忠衛／取材構成・稲垣武）
  - 『アジアは油断大敵!－北朝鮮、香港、中国…動乱のシナリオを読む』（PHP研究所、1997年9月）ISBN 978-4569556796
- （青木盛久）『人質－ペルー日本大使公邸の126日』（クレスト社、1997年9月）ISBN 978-4877120597
- （長谷川慶太郎）『中国発の危機と日本――見えてきた中国の危うい未来』（徳間書店, 1998年）ISBN 978-4198608385
- （ウィリアム・ペリー・小此木政夫・アレクサンドル・パノフ・朱建栄・康仁徳・ゴードン・フレーク）
  - 『北朝鮮とペリー報告－暴発は止められるか』（読売新聞社、1999年11月）ISBN 978-4643990461
- （佐藤誠三郎）『日本の失敗と成功――近代160年の教訓』（扶桑社、2000年／扶桑社文庫、2003年）ISBN 978-4594029173／ISBN 978-4594041168
- （渡部昇一）『国のつくり方――明治維新人物学』（致知出版社、2000年）ISBN 978-4884745929
- （渡辺利夫・江畑謙介・中嶋嶺雄・小島朋之）
  - 『「台湾問題」の先にある日本の危機――緊急提言田中真紀子外相に捧ぐ』（ビジネス社、2001年）ISBN 978-4828409276
- （渡部昇一・猪木正道・唐津一・西尾幹二・竹村健一・三浦朱門・西部邁・堺屋太一・加藤寛・田久保忠衛・曽野綾子・小堀桂一郎・石原慎太郎・上坂冬子）
  - 『日本の正論－21世紀日本人への伝言』（産経新聞ニュースサービス、2001年7月）ISBN 978-4594032166
- （長谷川慶太郎・野口雅昭・達増拓也・柿沢弘治）『外務省の掟－徹底検証!外務省なんていらない』（ビジネス社、2001年10月）ISBN 978-4828409504
- （阿川尚之）『対論・日本とアメリカ』（廣済堂出版、2002年）ISBN 978-4331508367
- （古森義久）『アメリカン・ショック――日本に残された時間は、あと2年!』（ビジネス社、2002年）ISBN 978-4828409962
- （安倍晋三）『この国を守る決意』（扶桑社、2004年）ISBN 978-4594043315
- （渡部昇一）『明治の教訓 日本の気骨－明治維新人物学』（致知出版社、2005年7月）ISBN 978-4884747213
- （上坂冬子・半藤一利・坂本多加雄・中西輝政・秦郁彦・伊原吉之助・御厨貴・松本健一・櫻田淳・小堀桂一郎・三浦朱門・入江隆則）
  - 『運命の十年－柳条湖から真珠湾へ』（産経新聞ニュースサービス、2002年／扶桑社文庫、2005年）ISBN 978-4594034948／ISBN 978-4594050337
- （船井幸雄）『気の力』（海竜社、2006年）ISBN 978-4759309331
- （屋山太郎）『靖国問題と中国』（海竜社、2006年）ISBN 978-4759309386
- （堺屋太一・渡部昇一・松田尚士）『こんな日本に誰がした』（2006年12月）ISBN 978-4594052850
- （中西輝政）『国家の叡智――決断できないリーダーが国を過つ』（ビジネス社、2007年）ISBN 978-4828413655
- （長谷川三千子）『【激論】日本の民主主義に将来はあるか』（海竜社、2012年)
- (岡崎久彦・蔡焜燦・遠藤浩一・藍川由美・福田逸・高島俊男・桶谷秀昭・稲田朋美・鷲尾英一郎・小堀桂一郎・笹原宏之・松本徹・市村真一・早川聞多・土田龍太郎)
  - 『今昔秀歌百撰』（特定非営利活動法人文字文化協會、2012年）
- （北岡伸一・坂本多加雄）『日本人の歴史観――黒船来航から集団的自衛権まで』（文春新書、2015年9月）

### 編著
- 『歴史の教訓――日本外交・失敗の本質と21世紀の国家戦略』（PHP研究所、2005年）ISBN 978-4569643113

### 共編著
- （猪口孝・粕谷一希・小島明）『文明としてのアメリカ（5）「アメリカの世紀」の盛衰』（日本経済新聞社、1984年）ISBN 978-4532093556

### 訳書
- ハミルトン・フィッシュ『日米・開戦の悲劇――誰が第二次大戦を招いたのか』（PHP研究所、1985年／PHP文庫、1992年）ISBN 978-4569214870／ISBN 978-4569565163
- ヘンリー・A・キッシンジャー『外交 （上・下）』（監訳・解説、日本経済新聞社、1996年）ISBN 978-4532161897／ISBN 978-4532161903

## 関連人物
- 阿久津博康 （岡崎研究所主任研究員）
- 太田博（岡崎研究所2代目所長 岡崎の外務省時代の部下）
- 茂田宏（岡崎研究所3代目所長）